# Besuchetostes jaccoudi
Besuchetostes jaccoudi är en skalbaggsart som beskrevs av Renaud Maurice Adrien Paulian 1977. Besuchetostes jaccoudi ingår i släktet Besuchetostes och familjen Hybosoridae. Inga underarter finns listade.